# Älvdals övre tingslag
Älvdals övre tingslag var ett tingslag i Värmlands län i Älvdals och Nyeds domsaga. Tingsplats var Likenäs.
Tingslaget inrättades 1745 och föregick av ett gemensamt Älvdals tingslag.
Tingslaget uppgick den 1 januari 1952 i Älvdals och Nyeds tingslag.

## Omfattning

### Socknarna i häraderna
- Älvdals härad (norra delen)